# NGC 387
NGC 387 is een elliptisch sterrenstelsel in het sterrenbeeld Vissen. Het hemelobject ligt ongeveer 217 miljoen lichtjaar van de Aarde verwijderd en werd op 10 december 1873 ontdekt door de Ierse astronoom Lawrence Parsons.

## Synoniemen
- PGC 3987
- Arp 331